# 蓬努尔
蓬努尔（Ponnur），是印度安得拉邦Guntur县的一个城镇。总人口56504（2001年）。

## 人口
该地2001年总人口56504人，其中男性28386人，女性28118人；0—6岁人口5908人，其中男3102人，女2806人；识字率68.20%，其中男性为72.71%，女性为63.64%。